# Доњи Храстовац
Доњи Храстовац је насељено место у општини Суња, Сисачко-мославачка жупанија, Република Хрватска.

## Историја
До нове територијалне организације био је у саставу бивше велике општине Сисак. Доњи Храстовац се од распада Југославије до августа 1995. године налазио у Републици Српској Крајини.

## Становништво
На попису становништва 2011. године, Доњи Храстовац је имао 217 становника.

## Попис 1991.
На попису становништва 1991. године, насељено место Доњи Храстовац је имало 440 становника, следећег националног састава:
| Попис 1991.‍ | Попис 1991.‍ | Попис 1991.‍ | Попис 1991.‍ | Попис 1991.‍ |
| ----------- | ----------- | ----------- | ----------- | ----------- |
|             |             |             |             |             |
| Срби        | Срби        |             | 348         | 79,09%      |
| Хрвати      | Хрвати      |             | 57          | 12,95%      |
| Југословени | Југословени |             | 21          | 4,77%       |
| Муслимани   | Муслимани   |             | 5           | 1,13%       |
| Грци        | Грци        |             | 1           | 0,22%       |
| непознато   | непознато   |             | 8           | 1,81%       |
| укупно: 440 |             |             |             |             |